# 사회당 (프랑스)
사회당(社會黨, 프랑스어: Parti Socialiste 파티 소시알리스트[*], 약칭 PS)는 프랑스의 사회민주주의 정당이다. 1905년에 설치된 '노동자 인터내셔널 프랑스 지부'(SFIO)의 후신으로 1969년에 창당되었다.
사회당은 1981년에 프랑수아 미테랑이 1981년의 대선에서 프랑스 제5공화국의 대통령으로 당선되면서 정권을 잡았다. 미테랑 정권 하에서, 사회당은 하원 내에서 1981년부터 1986년까지 , 1988년부터 1993년까지 다수당을 차지한다. 사회당의 당수인 리오넬 조스팽은 1995년의 대선에서 우파인 자크 시라크에게 패배하였으나 1997년의 총선에서 사회당이 압승을 거두자 총리로 임명되어 2002년까지 시라크의 좌우 동거 정부를 이끈다. (2002년 총선에서 사회당은 우파 연합에 패배하여 연정을 종료하였다.) 2007년에 대선에서, 사회당은 세골렌 루아얄을 후보로 내세웠으나 니콜라 사르코지에게 패했다. 2012년 대통령 선거에서는 사회당의 프랑수아 올랑드가 니콜라 사르코지에게 승리하여 제24대 프랑스 대통령에 당선되었다.

## 역사

### 1969년까지의 프랑스 사회주의

#### 프랑스 사회주의 노동자 연맹
1871년의 파리 코뮌이 실패한 이후에, 프랑스 사회주의는 코뮌를 이끌던 사회주의 지도자들이 축출되거나 사형되는 등 큰 위기에 직면한다. 이런 와중에 프랑스의 첫 사회주의 정당인 프랑스 사회주의 노동자 연맹 (Fédération des travailleurs socialistes de France, 약칭 FTSF)이 1879년에 창당된다. 이 정당은 협조주의와 점진적인 개혁을 추구했기에 개량주의자들의 당으로 인식되었다.

#### 분당
후에 이 당으로부터 두 개의 당이 갈라지는데, 그 중 하나는 쥘 게드와 폴 라파르그 (칼 마르크스의 사위)를 중심으로 1882년에 창당된 프랑스 노동당(Parti ouvrier français, 약칭 POF)과 1890년에 장 알레망을 중심으로 결성된 혁명적 사회주의노동자당 (Parti ouvrier socialiste révolutionnaire, 약칭 POSR)이 그것이다. 동시에 프랑스 대혁명 시기의 전설적 인물이었던 루이 오귀스트 블랑키의 후계자들이 에두아르 바이양을 중심으로 중앙 혁명 위원회(Comité révolutionnaire central, 약칭 CRC)를 결성하였다. 선언적 사회주의자들의 위원회도 소수 존재하고 있었는데, 알렉상드르 밀랑과 장 조레스는 어떤 정당에도 들어가지 않고 이러한 위원회를 이끌었다.

#### 노동운동
한편 당시 이상적 자유주의자들과 아나르코 생디칼리스트들은 지속적으로 노동운동에 영향을 미치고 있었는데, 이는 그들의 정치에 대한 불신을 잘 보여주고 있었다. 1884년에 발데크-루소 법의 제정으로, 노동조합의 설립이 가능하게 되면서 1895년에 노동총동맹 (la Confédération générale du travail, 약칭 CGT)이 결성된다.

#### 논쟁
1899년에 밀랑이 상업장관으로 피에르 발데크-루소의 내각에 참여한 사건은 사회주의자가 "부르주아 정부"를 돕는 것이 옳은지에 대한 논쟁을 촉발시켰다. 1902년, 조레스와 알레망 그리고 가능주의자들은 가능주의를 이념으로 삼는 프랑스 사회주의자당(Parti socialiste français)을 창당하고, 사회주의자와 자유주의자의 연대(사회주의자의 정부 참여)를 지지했다. 반면 게드와 바이양은 프랑스 사회당(Parti socialiste de France)을 결성하여 그러한 연대를 거부했다.

#### 제2 인터내셔널
1905년, 제2인터내셔널의 원탁 회의는 갈라졌던 프랑스 사회주의 세력들의 결집을 촉구하였는데, 이를 계기로 노동자 인터내셔널 프랑스 지부(약칭 SFIO)가 결성되었고 조레스가 당수를 맡게 된다. 노동자 인터내셔널 프랑스 지부는 성격상 자유주의적 중산계급 정당인 급진당과 당시 노동조합 운동에서 영향력을 행사하던 혁명적 생디칼리스트들의 중간에 위치했다. 이후, 이들은 정부에 참여하는 형태로 세속주의의 실현을 원하던 급진당과 연대하는데, 이에 아나르코 생디칼리스트들은 강하게 반발한다. 결국 노동총동맹은 1906년에 아미엥에서 열린 전당대회에서 노동조합과 정당의 분리를 선언한 아미엥 헌장을 채택하고, 정당과의 협력 관계를 일체 단절하기에 이른다. 이렇게 정당과 노조 사이의 조직적 연계가 없다는 점은 프랑스식 사회민주주의와 북유럽의 사회민주주의를 구분짓는 특징이 되고 있다,

#### 반전운동 및 사상적 이탈
프랑스 사회주의자들은 원래 열렬한 반전주의자들이지만, 이념 갈등과 1914에 조레스가 암살된 후로 더 이상 제2차 세계 대전으로 불어닥치는 군국주의의 바람을 거부할 수만은 없었다. 그들은 국민통합을 이유로 각자 전시의 정부들에 참여하여 전쟁을 지지함으로써, 샅샅이 흩어지게 되었다. 1919년에는 반전을 기치로 내건 공상적 사회주의자들이 선거에서 참패하기도 했다. 1920년, SFIO의 뚜르 전당대회에서는 당내 다수파였던 좌익파가 탈당을 선언하고 블라디미르 레닌이 창설한 코민테른에 참여하며 국제 공산주의 프랑스 지부 (Section française de l'Internationale Communiste, 약칭 SFIC)를 창설한다. {이후 이 단체는 1921년에 프랑스 공산당 (Parti communiste français, 약칭 PCF)로 개편된다.} 반면 레옹 블룸을 비롯한 당내 개혁파는 SFIO에 잔존한다.

#### 1924년 이후
1924년과 1932년에, 사회주의자들은 급진주의자들과 좌파연합(Bloc des gauches)을 결성하였지만, 급진주의자 에두아르 에리오와 에두아르 달라디에가 이끄는 비사회주의 정부에는 참여하기를 거부했다. 이후 사회주의자들과 급진주의자들이 경제정책에 다른 의견을 보였고, 공산주의자들이 소련이 코민테른에서 제출한 정책에 따라 "부르주아" 정부를 거부함으로써, 이 정부는 결국 실패하고 말았다. 급진주의자들과 정권에 참여할 가능성이 있느냐의 문제는 1930년대 초, "신사회주의자"들의 분열 원인이 되었다.

#### 1934년
1934년에, 공산주의자들은 그들의 노선을 바꾸어 급진당과 SFIO와 함께 인민 전선을 결성하였다. 1936년의 선거에서, 인민 전선은 의회 내 과반수를 차지하고 블룸이 첫 번째 사회주의자 총리가 되는 쾌거를 이룬다. 또한 이 선거에서는, 프랑스 역사상 처음으로 원내에서 SFIO가 급진당을 제치고 더 많은 득표와 의석을 획득한 것은 물론 일약 원내 진보진영의 중심축으로 떠올랐다. 그러나 1년 후인 1937년, 레옹 블룸의 정권은 경제정책의 실패와 스페인 내전의 발발로 무너지기 시작한다. 인민 전선 내각은 이후 1940년에 독일군이 프랑스를 점령하면서 막을 내린다.

#### 1944년
1944년에 프랑스가 독일군의 점령에서 해방된 이후에, SFIO는 프랑스 공산당 (당시 좌파 정당의 중심이었다)과 그리스도교적 민주주의자들의 모임인 인민 공화 운동(Mouvement Républicain Populaire, 약칭 MRP)와 함께 연대를 재모색하였다. 이 연대는 당시의 냉전 체제에서 살아남을 수 없었다. 미국 중심의 냉전 질서에 편승했던 SFIO가 외교 문제에서도 소련 문제를 두고 공산당과 대립했던 것이다. 이후 블룸은 드골주의자와 공산주의자에 대항하여, 중도 좌파와 중도 우파를 아우르는 제3세력을 만들기에 이른다. 그는 SFIO의 서기장을 뽑는 선거에서 다니엘 메이에르를 지지했지만, 기 몰레에게 패배하고 만다.
몰레는 당내 좌파의 지지를 한 몸에 받고 있었다. 역설적이게도 그는 중도와 중도 우파와의 연대를 의문시하지 않는 마르크스주의자였다. 급진당과 SFIO가 구성한 연립 정부에서 그는 1956년에 잠시 총리직을 맡기도 하였다. 그러나 SFIO는 이미 기울어가고 있었고, 급진당 역시 마찬가지였다. 좌파 세력들의 연대 역시 쉽지 않았다. 이러한 상황은 몰레가 "공산당은 왼쪽에 있는 것이 아니라(좌파가 아니라), 동방(소련)에 있다"라고 단언하게 했다.

#### 알제리 식민지 문제
알제리 식민지 문제는 프랑스 제4공화국기 SFIO에 최후의 일격을 날렸다. 기 몰레를 비롯한 SFIO 인사들은 알제리 탄압을 맹비난했으나, 급진당과 1956년에 연합정부를 구성하면서부터는 도리어 알제리의 민족해방전선 (Front de Libération Nationale, 약칭 FLN)을 탄압하였다. 거기다 수에즈 운하의 국유화로 발생한 이집트 전쟁에 영국과 함께 파병하면서 내홍까지 겹쳐졌다. 결국 알제리 문제에서 몰레가 보인 강경한 정책들과 그가 1958년의 샤를 드 골의 정계복귀를 도운 일 등은 SFIO의 분열 원인이 되었다. 몰레에 반대하고 나선 사람들이 통일사회당 (Parti socialiste unifié, 약칭 PSU)을 구성하여 SFIO를 탈당한 것이었다. 결국 SFIO는 1959년에 드 골의 노선을 반대하게 되었지만, 이미 이러한 상황은 1960년대 전반에 걸친 SFIO의 침체를 가져오고 있었다.

#### 대선
드 골의 재선이 확실해보이고, 직접 · 보통 선거 제도가 도입되자 SFIO는 1965년의 대선에 후보를 내보내지 않기로 결정한다. 대신 그들은 1966년 연말, 2차 투표에 진출한 후보에게 표를 몰아주는 방침에 합의하여 새로운 전기를 마련하였다. 이에 제4공화국에서 총리를 역임한 바 있는 프랑수아 미테랑 (그는 이전에 보수주의자였다가, 프랑스가 독일에 점령되자 좌파 독립투사로 변신한다.)은 1차 투표에서 통과하며 오늘날까지 이어지는 이 관례의 최초 수혜자가 되었다. 미테랑은 엄격한 반 드골주의자였다. 그는 2차 투표에서도 예상 외로 드골을 상대로 선전하여 비 공산주의 범좌파의 지도자가 된다.
당시 좌파 주류였던 공산당과 드골주의 정당의 틈바구니에서 살아남기 위해, SFIO와 급진주의자, 그리고 좌익 공화주의 세력은 함께 사회주의민주좌파연맹 (Fédération de la gauche démocrate et socialiste, 약칭 FGDS)를 결성하고 미테랑이 지도자가 된다. 그러나 FGDS는 1968년의 5월 혁명(이른바 '68혁명')에서 어떠한 반사 이익도 얻지 못하고, 1968년의 총선에서 참패하고 내분의 길로 들어선다. 1년 후, SFIO의 후보인 가스통 드페르는 드골이 사임하며 실시된 1969년의 대선에서 5% 밖에 득표하지 못하면서 1차 투표에서 패배하고 만다. 이 일로 SFIO의 지도자 기 몰레는 2선으로 후퇴하게 된다.

### 사회당과 "좌파 연합" (1969년-1981년)
1969년의 대선 결과는 SFIO의 완전한 몰락을 가져왔다. 이에 SFIO는 다양한 정치클럽과의 연합을 추진함으로써 기존의 낡은 이미지를 벗고 전국 수준에서 새로운 지지층을 확보하고자 하였다. 1969년 5월에 열린 알포르빌 전당대회에서 SFIO는 사회당(Parti socialiste, 약칭 PS)으로 재창당되었음을 선언한다. 창당 당시의 PS에 참가한 정치클럽에는 알랭 사바리의 좌파 쇄신 클럽(Union des clubs pour le renouveau de la gauche)과 장 포페랑의 사회주의 클럽 · 그룹 연맹(Union des groupes et clubs socialistes) 등이 있었다. 아울러 국립행정학교(École Nationale d'Administration) 출신의 엘리트들로 구성된 사회주의 연구조사교육센터(Centre d'études de recherches et d'éducation socialiste, 약칭 CERES)는 몰레의 후원을 받으며 사회당의 두뇌집단으로 성장하였다. 이어 열린 이시레물리노 전당대회에서는, 알랭 사바리가 그의 전임자인 기 몰레의 지지에 힘입어 제1서기장에 당선된다. 당선사에서 그는 "이념적 대화"를 주창하며 공산주의자와 대화할 뜻을 내비친다.
2년 후, 에피네 전당대회에서 친 프랑수아 미테랑 세력인 공화국 제도회의 (Convention des institutions républicaines, 약칭 CIR)가 사회당에 합류하지만, 미테랑은 사바리-몰레 듀오에게 공산주의자들과 함께 한 선거계획 입안 과정에서 밀리고 만다. 1972년의 "공동 강령"은 프랑스 공산당과 좌익급진당의 동의를 얻는다. 1973년의 의회 선거에서 좌파들은 의회 내에 의석을 다수 확보한다. (49.2%) 조르주 퐁피두의 급서로 인해 실시된, 1974년의 대선에 좌파 연합의 공통 후보로 나선 미테랑은, 비록 당선되지는 못했지만 2차 투표에서 49.2%를 얻어, 50.81%를 얻고 당선된 발레리 지스카르데스탱을 바짝 뒤쫓는 기염을 토한다.
1974년 말, 미셸 로카르를 포함한 몇몇 PSU의 인사들이 다시 사회당에 입당한다. 그들은 "좌파 그리스교도인"과 비 마르크스주의자 그룹을 대표했다. 사회당 내 대다수의 보수 인사들은 프랑스 사회주의와 유럽의 사회민주주의 노선 사이의 관계를 정렬해주길 원했다. (당시 두 노선은 시장경제를 바라보는 시각에서 차이가 있었다.) 한편, 1977년의 시의회 선거에서 좌파 연합은 승리를 거두는데 사회당의 선전은 공산당의 내부 입지를 좁게 만들었다. 결국 두 당은 "공동 강령"의 갱신을 두고 이견을 벌였고, 프랑스 공산당의 당수였던 조르주 마르셰는 사회당이 "우경화하고 있다"고 격한 비난을 쏟아내기에 이른다.
지지율이 좋았음에도, "좌파 연합"은 1978년의 의회 선거에서 패배한다. 이 선거에서 1936년의 의회선거 이후 처음으로 사회주의자들이 공산주의자들을 제치고 원내 진보진영의 중심축으로 떠올랐지만, 선거 패배는 내부분열의 단초가 되었다. 미테랑이 쥐고 있었던 당권이 로카르에 위협받기 시작했던 것이다. 당시 로카르는 비현실적이고 한물 갔다는 이유로 "공동 강령"의 폐지를 주장했다. 반면 미테랑은 사회주의자와 공산주의자의 연대 없이는 선거에서 좌파가 이길 수 없으리라는 점을 들었다. 1979년, 미테랑은 메스 전당대회에서 로카르의 당내 유명세를 누르고 다시 당권을 잡는 한편 1981년의 사회당 대선 후보로 공식 지명받기에 이른다.

### 미테랑의 당선과 이념의 실현 (1981년-1995년)
1981년의 대선에서 미테랑은 발레리 지스카르데스탱의 재선을 막고, 제5공화국 이후 보통 선거에 의해 당선된 최초의 사회주의자 대통령이 되었다. 그는 취임하자마자 하원을 해산하고, 재선거를 실시하였는데 이 선거에서 최초로 프랑스 사회주의자들은 원내 과반수를 장악하게 된다. 이 "분홍빛 파도" (분홍은 사회당의 상징색이다)는 공화국연합 (Rassemblement Pour la République, 약칭 RPR), 프랑스 민주동맹(Union pour la Démocratie Française, 약칭 UDF)과 같은 우익 정당은 물론이고 프랑스 공산당에게도 타격을 입힌다.
미테랑은 이전 보수 정권의 통제 경제 정책 기조를 지키는 등, 사회주의적 이념을 담은 국가 의제 (110 공약)를 설정하고 실행하려한 유럽 최후의 지도자였다. 피에르 모루아 총리는 1972년의 공동 강령에 의거해 은행과 보험산업, 방위산업 등을 국유화한다. 노동자의 임금은 인상되었고, 주당 근무시간은 39시간으로 줄었다. 또한 사형제도의 폐지, "자산에 대한 연대세 (L’impot de solidarite sur la fortune, 약칭 ISF)의 도입, 의회 선거에서의 비례대표제 (이 정책은 1986년의 의회 선거에서만 적용됐을 뿐이다.), 지방 분권제의 도입 (1982-83법), 도서 가격 자율제 폐지 (이른바 랑 법의 도입) 등과 같은 많은 개혁들이 진행되었다. 그러나 이러한 개혁에도 불구하고 경제위기는 진행되었다.
1982년 초에, 미테랑은 프랑스가 유럽 통화 제도 가입국 유지와 같은 유럽 통합의 길을 가느냐, 아니면 그의 사회주의적 정책들을 고수하느냐의 갈림길에 서게 된다. 그는 전자를 택하고, 사회당이 시장경제를 인정할 것을 촉구한다. 1984년에 미테랑과 그의 두 번째 총리인 로랑 파비위스는 더 이상의 사회주의적 수단을 사용하지 않을 것을 선언한다. 이에 "좌파 연합"는 해체되고, 공산주의자 장관은 사임했다.
1986년의 의회 선거에서 사회당이 하원 과반의석을 잃게 되자, 미테랑은 자크 시라크의 보수 정권과 "동거"하게 된다. 이런 상황에서도, "하나된 프랑스"라 명명된 근대화 계획을 내건 미테랑은 1988년의 대선에서 재선된다. 그는 총리로 가장 대중적이고 현대적인 사회주의 정치인인 미셸 로카르를 지명한다. 그의 내각에는 4명의 중도 우파적 성향을 띤 장관이 있었고, 이러한 다양성은 1988년 6월에 실시된 의회 선거에서 지지를 얻는다.
미테랑의 재선 기간 동안에는 많은 일이 있었다. 우선 미테랑은 마스트리흐트 조약의 비준을 위해 국민투표를 하는 등 대외 정책과 유럽 통합에 초점을 맞추고 국내 정책은 미셸 로카르와 그 뒤를 이은 에디트 크레송, 피에르 베레고부아 등 총리들에게 맡겼다. 반면 그의 당인 사회당은 재정과 관련한 몇 차례의 스캔들과 "미테랑주의"를 둘러싼 내홍 때문에 타격을 받고 있었다.
1990년의 렌 전당대회에서, 당내 "미테랑주의" 계파는 친 로랑 파비위스 계열과 친 리오넬 조스팽 계열로 다시 나뉜다. 뿐만 아니라, 장피에르 슈벤망 등 당내 좌파 진영의 일부는 걸프전과 마스트리흐트 조약에 반대하며 사회당에서 떨어져 나가, 시민운동당 (Mouvement des citoyens, 약칭 MDC)를 만든다. 1993년의 의회 선거에서, 사회당은 1960년대의 SFIO 수준의 좋지 않은 결과를 낸다. 하원 내 사회주의 그룹이 260석에서 53석으로 줄어들었던 것이다.
이 상황에서 로카르가 당의 제1서기장이 되었고, 다음 대선의 공식 후보로 지명되는 것이 자연스러운듯 보였다. 그는 중도 및 중도 우파 노선과 연대하는 정치적 "빅 뱅"을 외쳤지만, 좋지 않은 결과를 내놓았다. 1년 후에, 사회당은 유럽 의회 선거에서 겨우 14%의 득표율을 보였다. 이 결과로 미테랑주의 좌파 정치인인 앙리 앙마뉘엘이 다음 제1서기장을 맡았다. 당시 유럽 위원회의 위원장이었고, 여론조사 결과에서 지지율도 높았던 자크 들로르는 사회당의 후보 제의를 당의 급진성을 이유로 거절한다. 마침내, 미테랑의 유산을 되돌아보겠다 외친 리오넬 조스팽이 공식 후보로 지명되었지만, 자크 시라크에 패하고 만다.

### 조스팽과 "다양한 좌파 세력" (1995년-2002년)
사회당은 PCF, 녹색당, 좌익급진당, MDC 등 원내의 다른 좌파 정당들과 연대를 재모색한다. 이 "다양한 좌파 세력" (Gauche plurielle)은 1997년의 의회 선거에서 원내 다수를 차지하고, 이에 조스팽이 총리에 지명된다. 이것이 세 번째 "코아비타시옹"의 시작이다.
조스팽의 정책은 넓게는 진보적이었지만 오브리 법이 주당 근무시간을 35시간으로 줄이고, 국민건강보험이 생기는 등 여전히 약간의 전통적 사회주의의 색채를 띠고 있었다. 그러나 사유화 정책은 고수되었다.
이후 이 "다양한 좌파 세력"은 시민운동당의 당수인 장피에르 슈벤망이 내각을 사임하고, 녹색당과 공산당이 내각 참여에 소원하게 되면서 해산된다.
2002년의 대선 당시 가장 큰 주제는 프랑스의 불안정한 국내 상황이었다. 다시 사회당의 후보로 나선 조스팽은 수많은 좌파 후보들이 난립하여 1차 투표에서 떨어지고 만다. 그는 정계 은퇴를 선언했고, 사회당은 당시 다크호스로 언론의 주목을 받았던 국민전선의 당수인 장 마리 르펜의 당선을 막기 위해 사회당 지지자들에게 자크 시라크를 지지할 것을 호소했다. 두 달 후, "다양한 좌파 세력"은 2002년의 의회 선거에서도 참패하고 만다.

### 2002년의 충격 이후
1997년에 제1서기장으로 당선된 프랑수아 올랑드는 2003년의 디종 전당대회에서 재선된다. 2004년의 지방선거에서 사회당은 다시 주류로 부상한다. 이전의 "다양한 좌파 세력"이 22개의 대도시권 중 20개의 지역 (코르시카와 알자스 제외)과 4개의 국외 지역에서 승리를 거둔 것이다. 사회당은 우익 정당들 내부의 각종 분열에 반사이익을 거두었다. 그러나 사회당은 보수 정책을 대신할 만한 그들만의 정책을 만드는 데 어려움을 겪었다.
2004년 12월 1일, 사회당 당원의 59%가 유럽 헌법의 가결에 찬성표를 보냈다. 그러나 로랑 파비위스와 같은 당내 몇몇의 유명 인사와 당내 좌파계열인 앙리 앙마뉘엘과 장 뤽 멜랑숑과 같은 인물들이 2005년 5월 29일로 예정된 "유럽 헌법에 대한 프랑스 국민투표"에 반대표를 던질 것을 호소하고 나섰고, 결국 부결된다. 이로 인해, 파비위스는 최고 위원직에서 파직되었다. 유럽 헌법으로 인한 당내 분열과 2007년 대선을 위한 당내 경선은 당을 혼란으로 밀어넣고 있었다.
이러한 당내 상황을 진정시켜보고자 2005년 11월에는 르망에서 전당대회가 열린다. 올랑드 중심의 현행 지도부는 55%의 지지를 얻어 당권을 유지한다. 파비위스가 이끈 "좌파의 새로운 모임"(Rassembler à gauche)은 다른 선본에 비해 더 급진적인 정책들을 내놓았지만, 20%를 득표하는 데 그쳤다. 다른 선본인 "새 사회당-대안적 사회주의를 위하여"(Nouveau Parti Socialiste-Pour une Alternative Socialiste)는 좌파 정당들이 프랑스 제도의 근본을 개혁해야 한다고 주장하였고, 25%를 득표하였다. 이렇게 전당대회 과정에서 많은 의견들이 표출되었지만, 사실상 모든 선본들은 기본적으로 현상을 유지하면서 몇몇의 정책들을 수정하는 당의 공통 의제에 동의하였다.

### 2007년의 선거와 그 여파

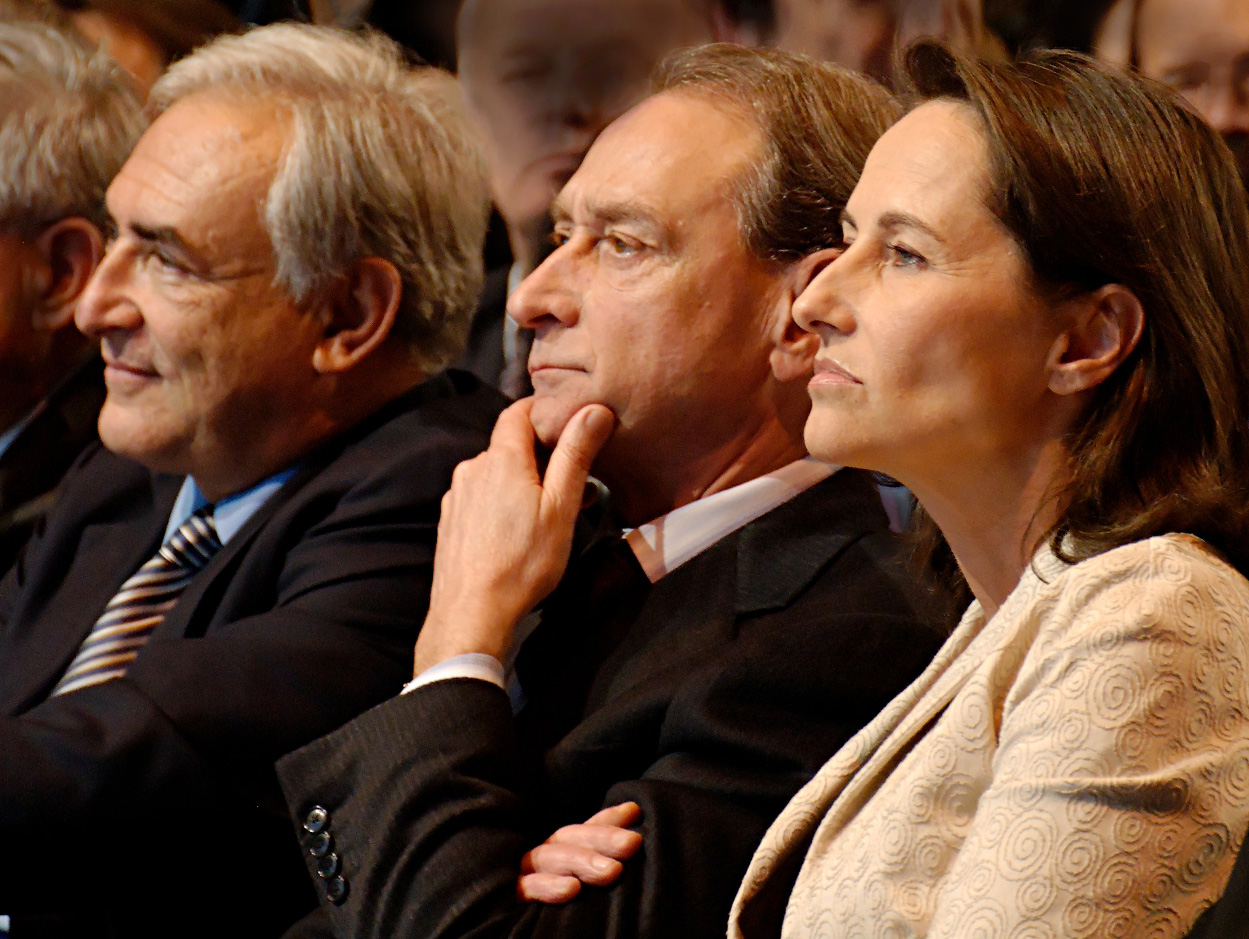
2007년 2월 6일, 사회당 연례모임에서 앞줄에 앉은 도미니크 스트로스칸, 베르트랑 들라노에, 세골렌 루아얄. (왼쪽부터)

2007년 대선을 위한 경선과정에는 당시 제1서기장인 프랑수아 올랑드, 당내 좌파를 대표하여 나온 로랑 파비위스, 당내 사민주의를 대표하는 도미니크 스트로스칸, 자크 랑, 마르틴 오브리 그리고 여론조사 1위를 달리고 있는 세골렌 루아얄 등 많은 잠재 후보들이 출마했다. 몇몇 사회주의 지도자들은 조스팽의 귀환을 바랐지만, 조스팽은 거절한다.
2006년 11월 16일, 사회당 당원들은 60%에 가까운 지지로 세골렌 루아얄을 당의 대선 후보로 결정한다. 마지막까지 루아얄의 가장 강력한 도전자로 평가된 스트로스칸과 파비위스는 각각 21%와 19%의 지지를 얻었을 뿐이었다.
1차 투표에서 25.87%를 획득한 루아얄은 2007년 5월 6일에 실시된 2차 투표에서 46.94%를 얻어 니콜라 사르코지에 석패한다. 루아얄의 패배 즉시, 스트로스칸을 위시한 몇몇의 최고의원들은 이번 선거의 패배 요인으로 루아얄의 선거운동 실패를 지목하고 루아얄에게 책임을 묻는다. 동시에, 베르나르 쿠시네와 같은 당내 보수 성향의 의원들은 니콜라 사르코지로부터 입각 권유를 받고 승낙한다.
2007년 6월 10일부터 17일까지 실시된 프랑스 하원 선거에서, 사회당은 전체 577석에서 186석을 얻는 데 그친다.
2008년 3월의 시의회 선거에서 승리한 후에, 랭스 전당대회에서 당권을 쥐기 위한 선거 운동이 펼쳐진다. 몇몇 후보들은 프랑수아 올랑드를 잇겠다고 선언한다. 후보로 출마한 사람들은 아래와 같다.
- 중도 성향의 정당인 민주운동 (Mouvement démocrate, 약칭 MoDem)과 연합을 모색하는 세골렌 루아얄
- 조스팽의 지지를 받으며 현재 자신의 당내 영향력을 유지하고 조스팽의 "다양한 좌파 세력" 시대로 돌아가려 하는 현직 파리 시장 베르트랑 들라노에
- 로랑 파비위스와 도미니크 스트로스칸의 지지를 받으며 들라노에와 같은 선거전략을 구사하면서도 유럽 헌법을 둘러싼 당내 찬반세력의 화해를 바라는 마르틴 오브리
- 젊은 얼굴인 브누아 아몽

사전선거에서 루아얄이 29%의 지지를 받아, 25%를 받은 들라노에와 오브리, 그리고 19%를 받은 아몽을 제치고 1등을 한다. 이 일로 당내 좌파는 탈당하여 좌파당을 창당한다. 이렇게 매우 긴장된 분위기를 조성한 랭스 전당대회에서는 결국 어떤 선본도 당권을 쥐지 못했다. 때문에 사회당 당원들은 차기 제1서기장을 직선하는 선거에 참여해야 했는데, 이 선거에서 들라노에는 기권하며 오브리에 대한 지지를 선언했다.
2008년 11월 22일, 개표 결과 결국 오브리는 루아얄을 단 42표 차이로 누르고 승리한다. 이에 루아얄은 재검표를 요구하지만, 재개표 결과 마르틴 오브리는 총 투표수의 50.03%를 획득하고, 루아얄과 102표 차로 당선이 확정된다.

### 2014년 이후 위기
2014년 유럽 의회의 프랑스 선거에서 프랑스 사회당은 국민전선, 대중운동연합에 밀리며 3당으로 떨어지는 수모를 겪었다. 또한, 2015년 파리 테러당시 대처를 안일하게 했다는 비난을 받아 2016년 경에는 프랑수아 올랑드 대통령의 지지율이 4%대로 떨어졌다. 2017년 프랑스 대통령 선거에서도 프랑스 사회당의 후보 브누아 아몽은 6%정도밖에 득표하지 못해 선거에서 5등으로 결선투표 진출에 실패하였다. 같은 해에 치러진 프랑스 하원 선거에서도 577석중 30석밖에 건지지 못하였고, 지지율 역시 비주류인 불복하는 프랑스에 밀리는것으로 들어났다. 결국 브누아 아몽은 사회당을 탈당하고 사회민주주의 정당인 운동세대를 창당하였고, 지지율 역시 나락으로 떨어졌다.

## 분파
- Royalists - 중도좌파 사회민주주의
- Aubryists - 기독교 좌파
- Delanoistes - 중도 사회자유주의
- New Socialist - 중도좌파 민주사회주의
- Eco-socialists - 중도좌파 생태사회주의

## 역대 제1서기
| 대수 | 성명                    | 취임             | 퇴임             |
| ---- | ----------------------- | ---------------- | ---------------- |
| 1    | 알랭 사바리             | 1969년 7월 17일  | 1971년 6월 16일  |
| 2    | 프랑수아 미테랑         | 1971년 6월 16일  | 1981년 1월 24일  |
| 3    | 리오넬 조스팽           | 1981년 1월 24일  | 1988년 5월 14일  |
| 4    | 피에르 모루아           | 1988년 5월 14일  | 1992년 1월 9일   |
| 5    | 로랑 파비위스           | 1992년 1월 9일   | 1993년 4월 3일   |
| 6    | 미셸 로카르             | 1993년 4월 3일   | 1994년 6월 19일  |
| 7    | 앙리 이마누엘           | 1994년 6월 19일  | 1995년 10월 14일 |
| 8    | 리오넬 조스팽           | 1995년 10월 14일 | 1997년 11월 27일 |
| 9    | 프랑수아 올랑드         | 1997년 11월 27일 | 2008년 11월 26일 |
| 10   | 마르틴 오브리           | 2008년 11월 26일 | 2012년 9월 17일  |
| 11   | 할렘 데지르             | 2012년 9월 17일  | 2014년 4월 15일  |
| 12   | 장크리스토프 캄바델리스 | 2014년 4월 15일  | 2017년 9월 30일  |
| –    | 라시드 테말 (대행)      | 2017년 9월 30일  | 2018년 4월 7일   |
| 13   | 올리비에 포르           | 2018년 4월 7일   | 현직             |

## 역대 선거결과

### 대통령 선거
| 년도 | 후보            | 1차 투표   | 1차 투표 | 결선 투표  | 결선 투표 | 결과 |
| 년도 | 후보            | 득표수     | %        | 득표수     | %         | 결과 |
| ---- | --------------- | ---------- | -------- | ---------- | --------- | ---- |
| 1974 | 프랑수아 미테랑 | 11,044,373 | 43.25    | 12,971,604 | 49.19     | 낙선 |
| 1981 | 프랑수아 미테랑 | 7,505,960  | 25.85    | 15,708,262 | 51.76     | 당선 |
| 1988 | 프랑수아 미테랑 | 10,367,220 | 34.10    | 16,704,279 | 54.02     | 당선 |
| 1995 | 리오넬 조스팽   | 7,097,786  | 23.30    | 14,180,644 | 47.36     | 낙선 |
| 2002 | 리오넬 조스팽   | 4,610,113  | 16.18    |            |           | 낙선 |
| 2007 | 세골렌 루아얄   | 9,500,112  | 25.87    | 16,790,440 | 46.94     | 낙선 |
| 2012 | 프랑수아 올랑드 | 10,272,705 | 28.63    | 18,000,668 | 51.64     | 당선 |
| 2017 | 브누아 아몽     | 2,291,288  | 6.36     |            |           | 낙선 |
| 2022 | 안 이달고       | 604,217    | 1.74     |            |           | 낙선 |

### 의회 선거
| 선거        | 당선자    | 득표율 | 당 대표           |
| ----------- | --------- | ------ | ----------------- |
| 1973년 총선 | 89 / 491  | 18.9%  | 프랑수아 미테랑   |
| 1978년 총선 | 104 / 491 | 22.6%  | 프랑수아 미테랑   |
| 1981년 총선 | 269 / 491 | 36.0%  | 리오넬 조스팽     |
| 1986년 총선 | 206 / 573 | 31.0%  | 리오넬 조스팽     |
| 1988년 총선 | 260 / 577 | 34.8%  | 리오넬 조스팽     |
| 1993년 총선 | 53 / 577  | 17.6%  | 로랑 파비위시     |
| 1997년 총선 | 255 / 577 | 23.5%  | 리오넬 조스팽     |
| 2002년 총선 | 140 / 577 | 24.1%  | 프랑수아 올랑드   |
| 2007년 총선 | 186 / 577 | 24.7%  | 프랑수아 올랑드   |
| 2012년 총선 | 280 / 577 | 29.4%  | 마르틴 오브리     |
| 2017년 총선 | 30 / 577  | 7.4%   | 베르나르 카즈뇌브 |

### 유럽 의회
| 실시 년도 | 투표수    | 득표율 | 의석 수 | +/- |
| --------- | --------- | ------ | ------- | --- |
| 1979년    | 4,763,026 | 23.53% | 22 / 81 |     |
| 1984년    | 4,188,875 | 20.76% | 20 / 81 | 2   |
| 1989년    | 4,286,354 | 23.61% | 22 / 87 | 2   |
| 1994년    | 2,824,173 | 14.49% | 15 / 87 | 7   |
| 1999년    | 3,873,901 | 21.95% | 22 / 78 | 7   |
| 2004년    | 4,960,756 | 28.90% | 31 / 74 | 9   |
| 2009년    | 2,838,160 | 16.48% | 14 / 74 | 17  |
| 2014년    | 2,649,202 | 13.98% | 12 / 74 | 2   |
| 2019년    | 1,403,170 | 6.19%  | 3 / 79  | 9   |

## 같이 보기
- 노동자 인터내셔널 프랑스 지부